# 한국일보
한국일보(韓國日報, The Hankook Ilbo)는 1954년 6월 9일에 창간된 대한민국의 일간 신문이다.

## 개요
1954년 장기영이 《태양신문》을 인수하여, 1954년 6월 9일부터 《한국일보》라는 제호를 사용하기 시작하였다. 1954년 8월 1일 기자 제1기 6명을 공채한 이후 정기적으로 기자를 공개 채용해 다른 신문사에 이러한 관행을 퍼뜨렸다. 《한국일보》는 1964년 사주 장기영의 경제부총리 입각으로 인해 하향세를 걷다가 1965년 창간된 《중앙일보》가 다른 신문사에서 기자들을 스카우트했는데, 한국일보는 이로 인해 가장 큰 타격을 입어 편집국 인원 25명과 업무, 광고 분야 인원 상당수를 잃어 또 한 번 휘청거리게 되었다. 이후에도 4대 신문 또는 4대 일간지로 불렸으나, 2000년대 발행부수가 급감해 현재는 조중동과 격차가 크다.
한국어판과 영어판이 있으며, 한국ABC협회에 따르면 2011년 유료 발행 부수는 17만4천7백97부였다. 뉴욕 타임스나 로스앤젤레스 타임스로부터도 기사를 제공받고 있다.
2008년 10월 9일자로 미국 블룸버그 TV와의 콘텐츠 제휴로 서울경제TV를 개국하였다. 이명박 대통령, 이윤호 지식경제부 장관 등의 많은 정재계 인사들이 개국식에 참석하여 개국을 축하하였다.

## 한국일보 사태
2013년 4월 29일 한국일보 기자들은 장재구 회장을 업무상 배임 등의 혐의로 검찰에 고발했다. 이에 장 회장은 6월 15일 용역업체를 고용해 편집국 문을 폐쇄해 버려 이른바 '한국일보 사태'가 시작됐다. 7월 8일 법원이 편집국 폐쇄를 풀어달라는 기자들의 가처분신청을 인용 결정했다. 검찰은 장 회장을 특별경제범죄가중처벌법상의 업무상 배임 횡령 등의 혐의로 기소했고, 장 회장은 2014년 2월 11일 1심 선고 공판에서 3년형을 선고 받았다.
한편 한국일보 기자들을 포함한 구성원들은 장재구 회장의 부실 경영과 배임 등으로 회사 경영 상태가 돌이킬 수 없는 상태에 빠졌다고 판단, 7월 29일 법원에 임금 채권자 자격으로 법정관리를 신청했으며, 법원은 이를 받아들여 회생 절차에 들어갔다. 이후 법원은 공개 매각을 실시, 우선협상대상자로 삼화제분컨소시엄을 선정했다. 양사는 2월 25일 본계약을 체결했으나 이듬해 인수대금을 지급하지 못해 계약이 파기되었고, 재입찰을 통해 동화그룹에 매각하였다. 동화기업이 약 60%, 동화엠파크주식회사가 나머지 전부를 갖게 됐다.

## 한국일보닷컴 출범
2014년 5월 19일 한국일보가 한국일보닷컴(www.hankookilbo.com)을 출범시켰다. 이전의 한국일보 웹사이트인 한국아이닷컴(www.hankooki.com)을 운영하던 (주)인터넷한국일보와 계약을 끊고 독자적 뉴스서비스를 만든 것이다.
이는 위의 '한국일보 사태' 전후 한국일보 사측이 구성원 몰래 (주)인터넷한국일보 지분 상당부분을 팔아버리는 바람에 한국일보의 자회사 지위에서 벗어난 것이 가장 직접적인 원인이었다. 뿐만 아니라 한국일보와 (주)인터넷한국일보는 당시 한국일보의 기사 콘텐츠를 (주)인터넷한국일보에 무료로 제공하는 식으로 계약을 갱신했던 것으로 나타났다. 인터넷한국일보는 이렇게 제공받은 콘텐츠를 국내 포털사이트 등에 판매하고 자사 사이트에서 서비스하여 광고를 유치, 운영하고 있었다.
한국일보는 법정관리 개시 후 뒤늦게 이 같은 사실을 발견했고 4월 30일 법정관리 기업의 관리인에게 부여되는 계약 해지권을 행사, (주)인터넷한국일보와의 계약을 해지했다. 이후 한국일보는 신문 편집국 내에 디지털뉴스부를 설치, 자사 기자들을 배치한 뉴스사이트 한국일보닷컴을 출범시켰다. 한국일보닷컴의 슬로건은 '반칙 없는 신문'이다. 한국일보는 이날부터 (주)인터넷한국일보에 뉴스 제공을 하지 않고 있어, 한국일보 뉴스는 한국일보닷컴에서만 볼 수 있다.

## 연혁
- 1954년 6월 9일 창간

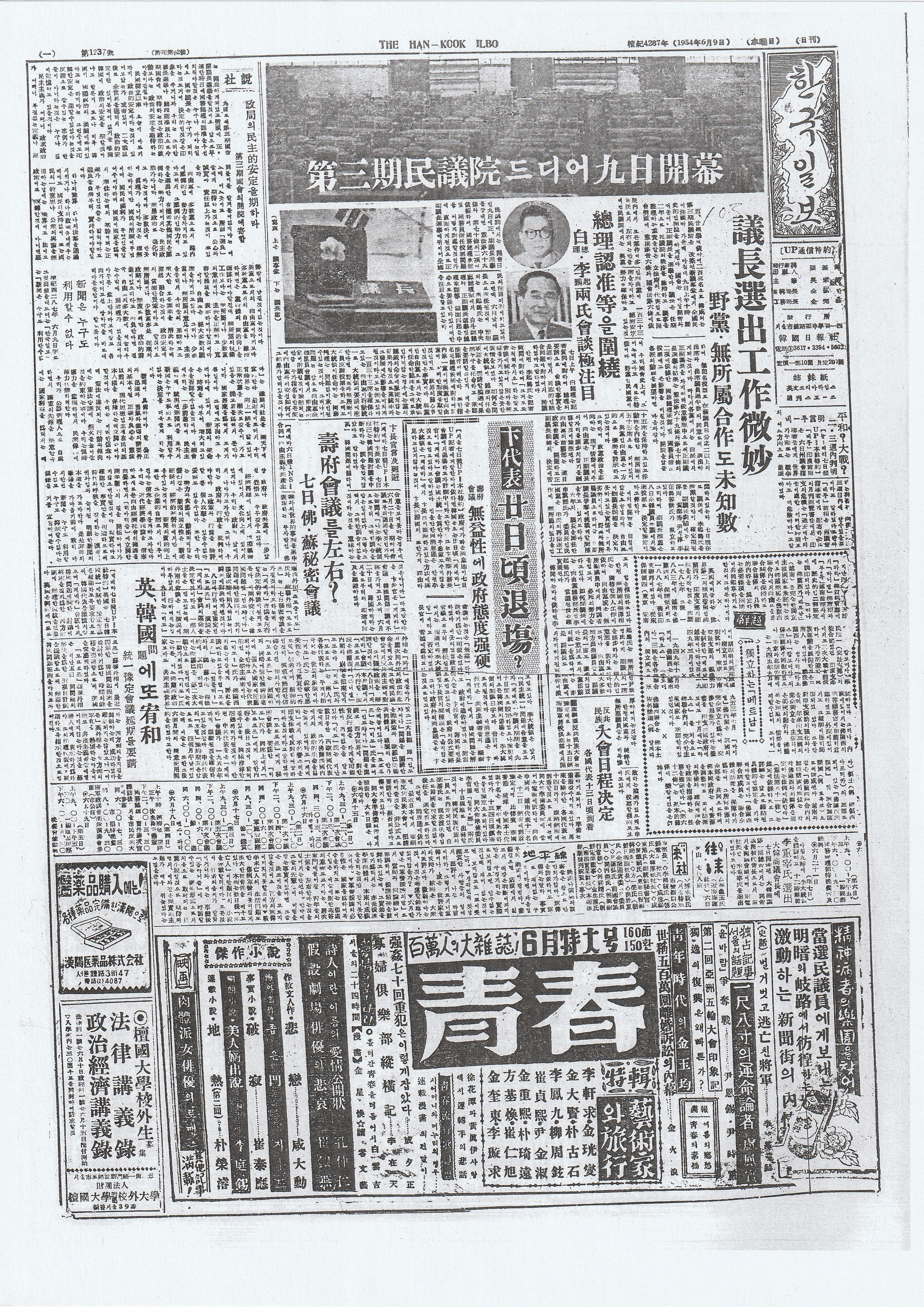
한국일보 창간호(1954년 6월 9일)

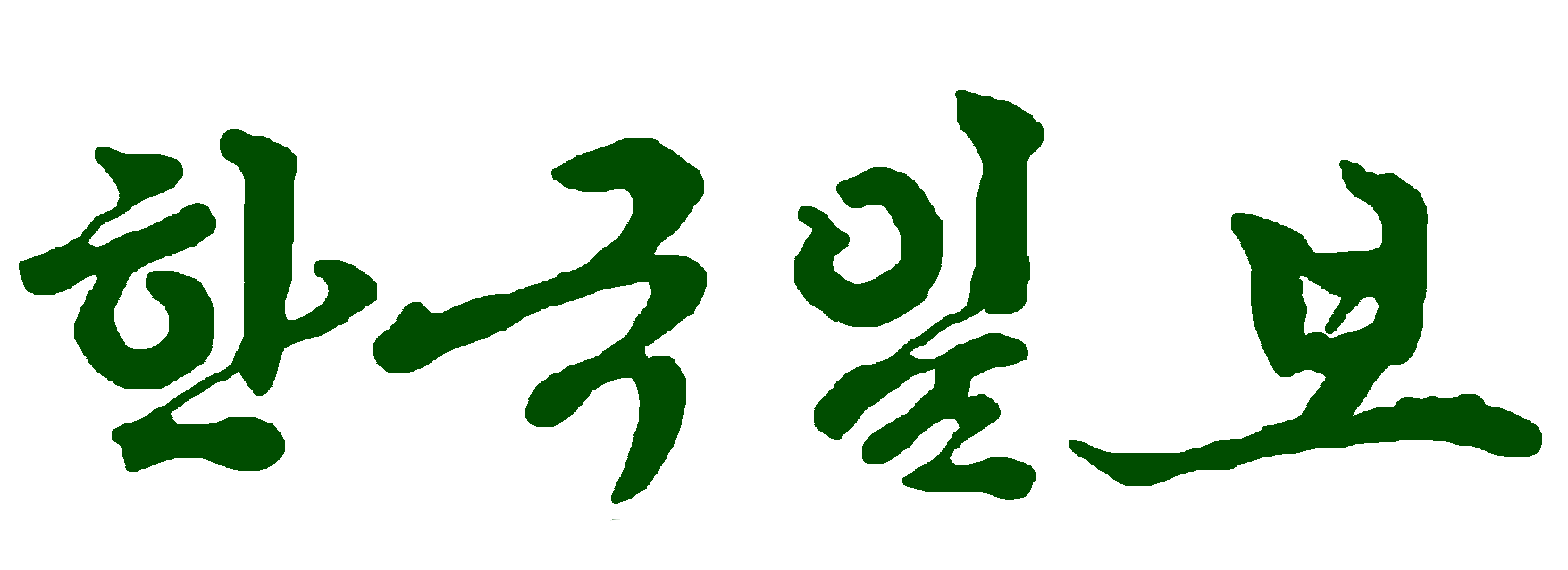
한국일보 제호(1954 ~ 1998년)

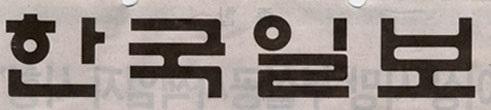
한국일보 제호(1998 ~ 2002년)

- 1954년 8월 1일 제1기 기자 6명 공채
- 1960년 7월 17일 소년한국일보 창간.
- 2002년 장재국 외환관리법 위반 유죄 판결
- 2008년 10월 9일 미국 블룸버그 TV와의 콘텐츠 제휴로 서울경제TV 개국
- 2013년 6월 15일 장재구 회장 등 사측 인사들이 편집국 폐쇄
- 2013년 8월 12일 한국일보 발행 정상화

## 계열사 및 자매지
- 코리아타임스(The Korea Times)

## 지면
- 주6일제 신문을 발행한다.
- 매주 일요일 신문 발행하지 않고[10], 온라인 서비스를 계속한다.
  - A : 종합뉴스 섹션은 평일과 토요일에 싣는다.
  - B 이상 : 별도에 기타 · 생활 정보 섹션은 싣는다.
- 블론디(Blondie) - 제휴, 1954년 ~ 2021년 발행

## 참고 사항
- PDF 서비스는 창간호부터 현재까지 보실 수 있다. (로그인 필요, 무료 제공)

## 같이 보기
- 신문
- 언론기관
- 백상예술대상
- 미스코리아
- 봉황대기 전국고교야구대회
- 시사난타H (한국일보 기자들이 진행하는 인터넷 팟캐스트 방송)